# Renaud des Moulins
Renaud des Moulins, mort en 1361, est un prélat français du XIVe siècle, évêque de Nevers. 

## Biographie
Renaud des Moulins est élu évêque de Nevers en 1360 mais ne fait que passer sur le siège de Nevers. Il meurt dès l'année suivante, en 1361.

## Sources
- Honoré Jean P. Fisquet, La France pontificale, Métropole de Sens, Paris, 1864.